# Amphilius longirostris
Amphilius longirostris е вид лъчеперка от семейство Amphiliidae. Видът не е застрашен от изчезване.

## Разпространение и местообитание
Разпространен е в Габон, Екваториална Гвинея, Камерун и Република Конго.
Обитава сладководни басейни и реки.

## Описание
На дължина достигат до 14 cm.